# Stawy (województwo opolskie)
Stawy – osada w Polsce położona w województwie opolskim, w powiecie brzeskim, w gminie Lubsza.
Miejscowość wchodzi w skład sołectwa Czepielowice. Do osady prowadzi jedynie droga utwardzona. 
W latach 1975–1998 miejscowość administracyjnie należała do ówczesnego województwa opolskiego.